# Edna Maison
Edna Maison, che, a inizio carriera, si faceva chiamare Miss Mason (San Francisco, 17 agosto 1892 – Hollywood, 11 gennaio 1946), è stata un'attrice statunitense che prese parte nella sua carriera cinematografica, svoltasi interamente all'epoca del muto, a oltre un centinaio di film.

## Filmografia
- The Girl Sheriff - cortometraggio (1912)
- A Redman's Friendship - cortometraggio (1912)
- For the Sake of the Papoose - cortometraggio (1912)
- Misleading Evidence - cortometraggio (1912)
- The Branded Arm - cortometraggio (1912)
- Fate's Decree
- A Double Reward
- The Padre's Gift - cortometraggio (1912)
- The Bear Trap
- The Faithful Yuma Servant - cortometraggio (1913)
- The Spectre Bridegroom, regia di Étienne Arnaud - cortometraggio (1913)
- The Bear Hunter - cortometraggio (1913)
- A Pig's a Pig - cortometraggio (1913)
- On El Camino Real - cortometraggio (1913)
- In Slavery Days, regia di Otis Turner - cortometraggio (1913)
- The Idol of Bonanza Camp - cortometraggio (1913)
- Poleon the Trapper - cortometraggio (1913)
- The Proof of the Man - cortometraggio (1913)
- The Second Home-Coming - cortometraggio (1913)
- The Death Stone of India, regia di Milton J. Fahrney - cortometraggio (1913)
- The Village Blacksmith, regia di Harry A. Pollard - cortometraggio (1913)
- The Little Skipper - cortometraggio (1913)
- Mother - cortometraggio (1913)
- The Struggle, regia di Jack Conway e Frank E. Montgomery - cortometraggio (1913)
- The Revelation, regia di Fred J. Balshofer - cortometraggio (1913)
- The Kid - cortometraggio (1913)
- Playmates - cortometraggio (1913)
- The Lesson the Children Taught, regia di Edwin August - cortometraggio (1913)
- How Freckles Won His Bride - cortometraggio (1913)
- Her Legacy, regia di Fred J. Balshofer - cortometraggio (1913)
- Freckles' Fight for His Bride, regia di Harry A. Pollard - cortometraggio (1913)
- What Happened to Freckles. regia di Edwin August - cortometraggio (1913)
- Three Children - cortometraggio (1913)
- Them Ol' Letters, regia di  Edwin August - cortometraggio (1914)
- The Cycle of Adversity, regia di Otis Turner - cortometraggio (1914)
- The Option
- The Merchant of Venice, regia di Phillips Smalley, Lois Weber (1914)
- By Radium's Rays, regia di Otis Turner - cortometraggio (1914)
- The Way of a Woman, regia di Wallace Reid - cortometraggio (1914)
- Cupid Incognito, regia di Wallace Reid - cortometraggio (1914)
- Dangers of the Veldt, regia di Otis Turner - cortometraggio (1914)
- Pitfalls, regia di Edwin August - cortometraggio (1914)
- Risen from the Ashes - cortometraggio (1914)
- The Taint of an Alien, regia di Edwin August - cortometraggio (1914)
- Old California
- The Transformation of Prudence - cortometraggio (1914)
- Heart Strings, regia di Charles Giblyn - cortometraggio (1914)
- The Masked Rider - cortometraggio (1914)
- The Brand of Cain, regia di Charles Giblyn - cortometraggio (1914)
- The Woman in Black
- The Spy, regia di Otis Turner - cortometraggio (1914)
- The Pearl of the Sea
- Kate Waters of the Secret Service, regia di Arthur D. Hotaling - cortometraggio (1914)
- The Barnstormers, regia di Lloyd Ingraham - cortometraggio (1914)
- The Divorcee - cortometraggio (1914)
- This Is the Life, regia di Lloyd Ingraham - cortometraggio (1914)
- The Storm Bird
- The Angel of the Camp
- A Modern Melnotte
- Be Neutral
- Richelieu, regia di Allan Dwan (1914)
- The Actress - cortometraggio
- The Mayor's Manicure - cortometraggio (1914)
- The Padrone's Ward, regia di Lloyd Ingraham - cortometraggio (1914)
- Suspended Sentence - cortometraggio (1914)
- The Senator's Lady - cortometraggio (1914)
- Nan of the Hills - cortometraggio (1914)
- Their Island of Happiness - cortometraggio (1915)
- The Recoil - cortometraggio (1915)
- Her Adopted Mother - cortometraggio (1915)